# 一斗缶事件
一斗缶事件（いっとかんじけん）は、2011年に大阪府大阪市天王寺区の公園で2人分の遺体がバラバラにされた状態で入れられた一斗缶が発見されたことにより発覚した殺人・死体遺棄事件である。

## 概要
2011年8月14日朝、大阪市天王寺区の公園で清掃活動をしていた男性が人の足首や頭部が入った一斗缶を発見。一斗缶は植え込みに立てかけるように置かれ、ビニールテープでふたが固定されていた。同日午後に近くの路上で手首などが入った第二の一斗缶が、翌15日には近くのゴミ捨て場から左足首が1つ入った第三の一斗缶が発見された。
一斗缶には、バラバラにされた2人分の遺体が入っており、DNA鑑定したところ2人が母子関係にあったことが判明。その後の調べで母子は2006年から行方不明になって失踪届けが出されていた2人（2006年当時母親は46歳、大学生の長男は21歳）であることがわかり、8月23日に母親の夫である男（2011年当時57歳）が死体遺棄罪容疑で逮捕された。容疑者は遺棄された一斗缶の近くのマンションに住み、一斗缶は元勤務先の製薬会社で入手が可能であった。容疑者の供述によると、遺体を入れた一斗缶は勤務先の倉庫で保管されており、退職したことで2009年4月に一斗缶を自宅に持ち帰ったという。同年9月に死体遺棄罪で起訴された。死体損壊罪については公訴時効（3年）が成立していた。
その後、同年11月2日に2人を殺害したとして、容疑者は殺人罪で再逮捕された。同月24日に殺人罪で起訴された。
2013年に大阪地裁で開かれた裁判員裁判で検察は「被告人が2003年に消費者金融の借金を返済するために妻に無断で保険を解約したが、2006年4月に妻が長男の学費捻出に保険を解約することを持ちかけられた際に無断解約が発覚したため、自宅で妻や長男を殺害した」とし、「2人の遺体を発見しながらすぐに通報しないのは不自然であり、遺体を切断してまで徹底的に2人の死を隠したのは、死亡に関与したとしか考えられない」として殺人罪を有罪と主張して、無期懲役を求刑した。一方、被告人は「2006年4月10日夜に帰宅すると、長男が布団の中で死亡しており、足元に大きなハンマーが置かれており、浴室内で妻がカッターで手首を切って倒れているのを発見し、妻が長男と無理心中したと思った」と述べ、死体遺棄した動機については「修学旅行で不在だった次男に伝えたくなかったため」と述べ、死体遺棄罪を認めた上で殺人罪については無罪を主張した。
2013年7月17日の地裁判決では「遺体を解体した上で一斗缶に入れて遺棄するという異常な行動を取るのは、死なせたことを隠すためと考えなければ合理的に説明がつかない」として、被告人が2人の死に関与したことを認定した。殺意については、「現場に長男の大量の血痕があったことから、長男への殺意を認定できるが、妻については暴行の態様を推認させる証拠はほとんどなく、殺意があったとは断定できない」として、長男には殺人罪としたが、妻には殺人罪ではなく傷害致死罪を適用し、懲役28年が言い渡された。また、犯行の動機や経緯は「不明」とされた。被告人は上訴したが、2014年4月24日に控訴棄却され、同年10月15日に最高裁で上告棄却されて判決が確定した。